# Dickit
Dickit (dykit) – minerał z gromady krzemianów, zaliczany do grupy minerałów ilastych. Należy do grupy minerałów rzadkich.
Nazwa pochodzi od nazwiska szkockiego chemika Allana Brugh Dicka (1833-1926).

## Charakterystyka

### Właściwości
Krystalizuje w układzie jednoskośnym. Zazwyczaj tworzy kryształy o pokroju płytkowym, tabliczkowym lub blaszkowym. Występuje w skupieniach drobnokrystalicznych, łuskowych, zbitych, tworzy naskorupienia i naloty. Jest miękki, giętki, przeświecający. Jest podobny do kaolinitu, pod względem chemicznym – identyczny. 

### Występowanie
Składnik utworów hydrotermalnych i osadowych (ilastych). Współwystępuje z kaolinitem. Towarzyszy też fluorytowi, barytowi, dolomitowi, azurytowi, malachitowi, syderytowi, kwarcowi, pirytowi, kalcytowi, chalkopirytowi oraz minerałom kruszcowym. 
Miejsca występowania: 
- Na świecie: USA – Arkansas, Niemcy, Wielka Brytania, Czechy.

- W Polsce: spotykany w dolnośląskich łupkach ogniotrwałych Nowej Rudy, w żyłach polimetalicznych Gór Kaczawskich (Stara Góra). W osadach fliszu karpackiego, skałach marglistych i ilastych rejonu świętokrzyskiego i górnośląskiego.

### Zastosowanie
- interesujący dla naukowców,
- interesujący dla kolekcjonerów,
- lokalnie wykorzystywany jako materiał rzeźbiarski.